# Atletismo nos Jogos Pan-Americanos de 2019 - Salto com vara masculino
A competição do salto com vara masculino foi um dos eventos do atletismo nos Jogos Pan-Americanos de 2019, em Lima, no Peru. A prova foi realizada no dia 10 de agosto.

## Calendário
Horário local (UTC-5).
| Data         | Horário | Fase  |
| ------------ | ------- | ----- |
| 10 de agosto | 14:20   | Final |

## Medalhistas
| Ouro   | USA Chris Nilsen    |
| Prata  | BRA Augusto Dutra   |
| Bronze | USA Clayton Fritsch |

## Recordes
Recordes mundial e pan-americano antes da disputa dos Jogos Pan-Americanos de 2019.
| Tipo                             | Atleta            | Marca  | Local       | Data                    |
| -------------------------------- | ----------------- | ------ | ----------- | ----------------------- |
|                                  | Renaud Lavillenie | 6,16 m | Donetsk     | 15 de fevereiro de 2014 |
| Recorde dos Jogos Pan-Americanos | Lázaro Borges     | 5,80 m | Guadalajara | 28 de outubro de 2011   |

## Resultado final
Os resultados foram os seguintes:  
| Posição           | Atleta                 | Nacionalidade      | 5.01 | 5.16 | 5.31 | 5.41 | 5.51 | 5.61 | 5.71 | 5.76 | 5.81 | Resultado | Notas           |
| ----------------- | ---------------------- | ------------------ | ---- | ---- | ---- | ---- | ---- | ---- | ---- | ---- | ---- | --------- | --------------- |
| Medalha de ouro   | Chris Nilsen           | USA Estados Unidos | –    | –    | o    | –    | o    | o    | o    | xxo  | xxx  | 5.76      |                 |
| Medalha de prata  | Augusto Dutra          | BRA Brasil         | –    | –    | –    | –    | xo   | xxo  | xo   | –    | xxx  | 5.71      |                 |
| Medalha de bronze | Clayton Fritsch        | USA Estados Unidos | –    | –    | xo   | o    | o    | xxo  | xxx  | z !  | z !  | 5.61      |                 |
| 4                 | Thiago Braz            | BRA Brasil         | –    | –    | –    | –    | xo   | xxx  | z !  | z !  | z !  | 5.51      |                 |
| 5                 | Germán Chiaraviglio    | ARG Argentina      | –    | –    | xo   | o    | xo   | xxx  | z !  | z !  | z !  | 5.51      |                 |
| 6                 | José Pacho             | ECU Equador        | –    | xo   | xo   | o    | xxx  | z !  | z !  | z !  | z !  | 5.41      |                 |
| 7                 | Dyander Pacho          | ECU Equador        | o    | o    | o    | xxx  | z !  | z !  | z !  | z !  | z !  | 5.31      | Recorde pessoal |
| 8                 | Jorge Luna Estes       | MEX México         | –    | o    | xxo  | xxx  | z !  | z !  | z !  | z !  | z !  | 5.31      |                 |
| 9                 | Andy Hernández Pedroso | CUB Cuba           | –    | o    | xxx  | z !  | z !  | z !  | z !  | z !  | z !  | 5.16      |                 |
| 10                | Lázaro Borges          | CUB Cuba           | –    | xo   | xxx  | z !  | z !  | z !  | z !  | z !  | z !  | 5.16      |                 |
| 10                | Walter Viáfara         | COL Colômbia       | –    | xo   | xxx  | z !  | z !  | z !  | z !  | z !  | z !  | 5.16      |                 |
| 12                | Antonio Ruiz Dobbs     | MEX México         | –    | xxx  | z !  | z !  | z !  | z !  | z !  | z !  | z !  | NH        |                 |
| 12                | Natán Rivera           | ESA El Salvador    | xxr  | z !  | z !  | z !  | z !  | z !  | z !  | z !  | z !  | NH        |                 |

Legenda
| Recorde mundial                  | Recorde mundial (World record)               |                       | Recorde africano                      | Recorde africano (African) |                                           | Q | Classificado por posição (Qualified) |
| Recorde dos Jogos Pan-Americanos | Recorde pan-americano (Pan-American record)  | Recorde da América    | Recorde da América (Americas)         | q                          | Classificado por melhor tempo (Qualified) |   |                                      |
| Melhor marca do ano              | Melhor marca do ano (World leading)          | Recorde asiático      | Recorde asiático (Asian)              | DNS                        | Não largou (Did not start)                |   |                                      |
| Recorde nacional                 | Recorde nacional (National record)           | Recorde europeu       | Recorde europeu (European)            | DNF                        | Não terminou (Did not finish)             |   |                                      |
| Recorde pessoal                  | Recorde pessoal do atleta (Personal best)    | Recorde da Oceania    | Recorde da Oceania (Oceania)          | DSQ / DQ                   | Desclassificado (Disqualified)            |   |                                      |
| Recorde da temporada             | Recorde da temporada do atleta (Season best) | Recorde sul-americano | Recorde sul-americano (South America) | NM                         | Sem marca (No mark)                       |   |                                      |